# James Penton
James Penton   (Saskatchewan, 27 d'abril de 1932 - Brantford, 4 de novembre de 2024) va ser un professor emèrit d'història de la Universitat de Lethbridge, a Alberta. La seva expulsió dels Testimonis de Jehovà va provocar un gran cisma al sud d'Alberta l'any 1979. Posteriorment va escriure dos llibres crítics amb aquesta religió.

## Biografia
Penton va néixer al Canadà a l'abril de l'any 1932. Per raons mèdiques es va traslladar a Tucson (Arizona) el 1948 i es va casar amb Marilyn Kling el 1951, una fidel Testimoni de Jehovà pionera en la ciutat de Pittsburgh, amb qui va tenir tres fills. Després del casament, Penton va continuar els seus estudis a la universitat i finalment es va graduar a la Universitat d'Arizona el 1956, i va seguir els seus estudis a la Universitat d'Iowa. El 1958, va obtenir un doctorat en Història.
El 1959 amb la seva família, va emigrar a Mayagüez, a l'illa de Puerto Rico, on va ensenyar breument. L'any 1960 va ensenyar a la Universitat de Michigan, on ell i la seva família hi van viure per tres anys. Durant l'estiu 1963, Penton tornar a Iowa per completar la seva tesi doctoral. El 1964, va trobar una feina a la Universitat de Wisconsin.

## Testimonis de Jehovà[calcitació]
Penton va ser un testimoni de Jehovà de la quarta generació. L'any 1975, va publicar el llibre Els Testimonis de Jehovà en el Canada una recopilació de testimonis de plets legals en aquest país. Després va treballar en un hospital com a comitè d'enllaç, i a mitjans de 1970 formar part dels membres ungits, és a dir, un petit grup de testimonis amb esperança celestial.
Poc després d'un viatge a la seu mundial a Brooklyn a l'estiu de 1979, Penton va enviar una carta de protesta a la Watch Tower amb relació a diversos temes. A conseqüència d'aquesta carta, va ser retirat de la seva antiga funció, i expulsat de la religió, fet que provocar un gran cisma al sud d'Alberta. Més de vuitanta persones, entre elles quinze membres de la família de Jim i Marilyn, i altres testimonis de la congregació de Lethbridge. A més, les notícies d'aquesta rebel·lió contra l'opressió de la Watch Tower va ser difós a tot el Canadà i a l'estranger. La història del que ha passat ha estat explicada en el llibre de James Beverley Crisi de lleialtat.
Des de llavors Penton ha publicat dos llibres i cinc articles sobre els Testimonis de Jehovà:
- Apocalipsi retardat: la Història dels Testimonis de Jehovà, segona edició 1997,
- Els Testimonis de Jehovà i el Tercer Reich: la política en virtut de la persecució sectària.

## Vegeu
- Raymond Franz